# Филин, Николай Васильевич
Николай Васильевич Филин (02.01.1928-19.12.2022) — российский конструктор криогенной техники и учёный, доктор технических наук, профессор, заведующий кафедрой «Криогенная техника» Московского института химического машиностроения (МИХМ). Заслуженный деятель науки и техники РФ (1996).
Родился 2 января 1928 года в селе Чемодановка Бессоновского района Пензенской области. Труженик тыла, в 1942-43 годах работал на заводе им. Фрунзе Наркомата боеприпасов.
В 1953 году окончил МАИ (с отличием), работал в филиале № 2 НИИ-88 (Загорский район) на огневых испытаниях ракет и жидкостных ракетных двигателей. С 1963 г. начальник объекта № 6 для эксплуатации стенда В1 и строительства стендов В2, В3 и В4. Последняя должность — начальник водородного комплекса.
С 1968 — заместитель директора по научной работе ВНИИ криогенмаш (с 1972 г. — НПО «Криогенмаш»), с 1972 г. — первый заместитель генерального директора по научной и конструкторской работе, в 1986—1993 гг. — генеральный конструктор по криогенной технике НПО «Криогенмаш».
С 1981 г. заведующий кафедрой «Криогенная техника и технология» Института повышения квалификации Минхиммаша, в 1987—1992 гг. — заведующий кафедрой «Криогенная техника», затем — профессор этой кафедры (позже называлась «Холодильная и криогенная техника», «Техника низких температур» им. П. Л. Капицы) МИХМ (МГУИЭ).
Принимал участие в разработке жидкостных ракетных двигателей. Под его руководством были созданы криогенные системы наземных заправочных комплексов ракет, в том числе комплекса заправки ракетно-космической системы «Энергия-Буран».
Руководитель научной школы по исследованию и созданию жидкостных криогенных систем.
Подготовил около 20 кандидатов и докторов наук. Автор (соавтор) более 150 научных публикаций, в том числе учебников, учебных пособий и монографий, более 100 изобретений.
Кандидат технических наук (1963), доктор технических наук (1980), профессор.
Лауреат премии Совета Министров СССР в области науки и техники 1983 года как один из авторов работ по созданию специальной измерительной техники для криогеники.
Награждён орденами Трудового Красного Знамени и «Знак Почёта». Заслуженный деятель науки и техники РФ (1996).
Сочинения:
- Жидкостные криогенные системы / Н. В. Филин, А. Б. Буланов. — Ленинград : Машиностроение : Ленингр. отд-ние, 1985. — 246 с. : ил.; 22 см. 4120 экз.
- Прочность материалов и конструкций при криогенных температурах / [В. А. Стрижало, Н. В. Филин, Б. А. Куранов и др.; Отв. ред. А. Я. Красовский]; АН УССР, Ин-т пробл. прочности. — Киев : Наук. думка, 1988. — 236,[3] с. : ил.; 22 см. — (НТП. Наука и техн. прогресс).; ISBN 5-12-009365-5